# Prudenci

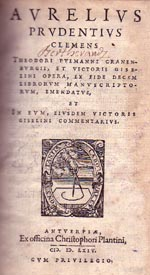
Edició antiga de les obres de Prudenci. A l'edat mitjana, fou una de les obres més copiades, després de la Biblia, als monestirs.

Aureli Clement Prudenci (en llatí: Aurelius Clemens Prudentius; Tarraconense 348- ? 405) va ser un poeta i apologista cristià del segle iv, nascut a la província Tarraconense, potser a Saragossa o a Calagurris, el 348, durant el regnat de Constanci II i Constant.

## Dades biogràfiques
Fill d'una família benestant hispanoromana, va estudiar de molt jove el més bàsic i després ja de jove va freqüentar les escoles de retòrics. Va començar a treballar com a funcionari (forensis) i més tard va ser jutge criminal en dues importants ciutats. Va rebre de l'emperador Honori o potser de Teodosi un alt càrrec militar (segurament governador de la Tarraconense), que va abandonar per dedicar-se a la poesia i a la religió. De la seva carrera després de deixar la vida pública no se'n sap res.

## Obra literària

### Títols
Va deixar nombrosos poemes escrits en gran varietat de mètrica. A grans trets, la seva obra es podria classificar en tres grups: lírica, didàctica i polèmica.Els títols són:
- I.	Praefatio

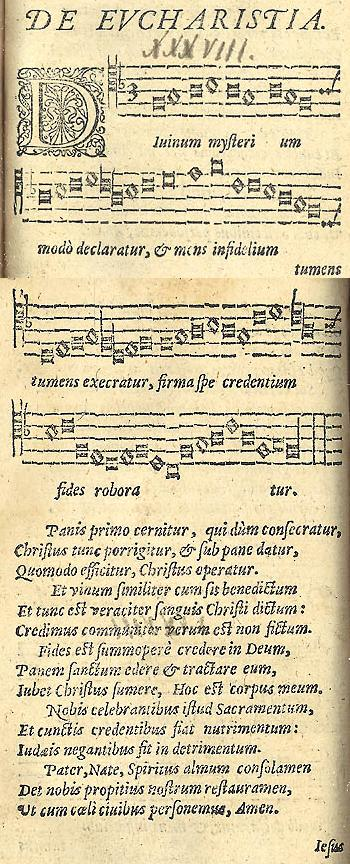
Publicació dels versos de Prudenci (1582), per a ser cantats durant la litúrgia.

- II.	Cathemerinon Liber (grec antic: καθημερινω̂ν ν̔μνω̂ν). Una sèrie de dotze himnes. Tracten sobre les diferents èpoques de la vida, les circumstàncies, la dedicació a Déu de les hores i les festivitats.[4]
  - 1. Ad Gallicantum
  - 2. Hymnus Matulinus
  - 3. Hymnus ante cibum
  - 4. Hymnus post cibum
  - 5. Hymnus ad incensum lucerne
  - 6. Hymnus ante somnum
  - 7. Hymnus jejunantium
  - 8. Hymnus post jejunium
  - 9. Hymnus omni hora
  - 10. Hymnus in exsequiis defunctorum
  - 11. Hymnus de natali Domini
  - 12. Hymnus Epiphaniae
- III. Apotheosis. Sobre la divinitat de Crist i el misteri de la Santíssima Trinitat.
- IV. Hamartigenia ( Αμαρτιγένεια). Sobre l'origen del dimoni i el pecat.[5]
- V. Psychomachia (triomf de les virtuts com la fe, la castedat, la caritat, la moderació, la humilitat, la generositat i la concòrdia contra els seus vicis antagònics)
- VI. Contra Symmachum Liber I. Per encàrrec de l'emperador Valentinià II, el qual havia rebut una queixa del senador Quint Aureli Símmac sobre la destrucció de l'altar de la Victòria, que s'havia construït en temps d'August dins l'edifici de la cúria.[6]
- VII. Contra Symmachum Liber II
- VIII. Peristephanon Liber (grec antic: Περὶ στεφάνων), catorze poemes en honor de diversos sants màrtirs.[7][8]
  - 1. Passio Emeterii et Chelidonii Calagurilanorum Martyrum
  - 2. Passio Laureutii Martyris
  - 3. In Honorem Eulaliae Virginis
  - 4. Passio XVIII. Martyrum Caesaraugustanorum
  - 5. Passio Vincentii
  - 6. In honorem B. Fructuosi episcopi Tarraconensis et Augurii et Euloyii Diaconorum
  - 7. Passio Quirini episcopi ecclesiae Siscianae
  - 8. De loco quo Martyres passi sunt, nunc Baptisterium Calaguri
  - 9. Passio Cassiani
  - 10. Romani Martyris Supplicium
  - 11. Passio Hippolyti Martyris
  - 12. Passio Petri et Pauli Apostolorum
  - 13. Passio Cypriani Martyris
  - 14. Passio Agnetis Viryinis
- IX. Diptychon (o Dittochaeon). Tracta sobre escenes bíbliques, està escrit en hexàmetres
- X. Epilogus

No es conserven, però li són atribuïts:
- Hexaemeron
- Invitatio (o Invitatorium) ad Martyrium

### Influències i repercussió
A Prudenci se l'ha anomenat "poeta alexandrí", ja que preferia fer servir el grec i els versos alexandrins.
La poesia de Prudenci va rebre influències diverses. Per una banda, com qualsevol ciutadà romà culte, coneixia l'obra de Virgili: la bucòlica IV d'aquest autor era molt valorada i considerada un text profètic pels primers autors cristians. Horaci es considera un dels altres models que va seguir, això es pot notar en el tipus de mètrica escollida i en la bipartició d'una obra entre poemes i peces líriques de formes diverses. S'identifiquen també nombroses reminiscències lexicals o temàtiques d'autors profans. Per altra banda, s'aprecia ja en ell la influència dels primers autors cristians, com per exemple Tertul·lià i Ambròs de Milà, així com la Bíblia i vides de màrtirs.
L'himne Da, puer, plectrum, especialment el fragment Corde natus ex parentis («Nascut del cor del Pare»), i l'himne per celebrar l'epifania O sola magnarum urbium («La Terra, quina ciutat tan noble»), tots dos pertanyents al Cathemerinon, són himnes emprats encara avui dia en la litúrgia cristiana. Existeixen còpies manuscrites en italià, alemany, gallec, bohemi i castellà dels segles XIII i XVI que evidencien la popularitat de l'obra de Prudenci.
En la seva obra al·legòrica Psychomachia, incorpora influències de l'èpica hel·lenística, les quals barreja amb conflictes psicològics interns. Aquesta obra va esdevenir la inspiració de la literatura al·legòrica medieval. Segons C. S. Lewis, la marca que va suposar en obres posteriors va excedir el seu mèrit artístic intrínsec. En la batalla lliurada entre la virtut i el vici, els millors versos són els dedicats al pecat de la luxúria. Amb els seus assistents, la Bellesa i el Plaer, i les seves armes, els pètals de roses, la luxúria fa decantar les forces de la Virtut, abans de ser derrotada finalment per aquesta.
El poeta Miquel Costa i Llobera va realitzar traduccions vàries dels Himnes de Prudenci, en català, tractant d'ajustar-se amb màxima fidelitat als esquemes mètrics de l’original.